# Heppia
Heppia — рід лишайників родини Lichinaceae. Назва вперше опублікована 1854 року.
Він росте на скелях чи ґрунті в посушливих місцях по всьому світу, в місцях існування, схожих на ті, де живуть види роду Peltula, на який рід Heppia схожий, але має іншу ціанобактерію (Syctonema), як фотобіонт.